# Star Movies (Portugal)
Star Movies (anteriormente Fox Movies) é um canal de cinema, lançado inicialmente no Médio Oriente numa parceria entre a Rotana Media Services e a Fox Networks Group em 2008, e disponível na região em regime free-to-air.
A 1 de Julho de 2011, o canal arranca no mercado europeu, estreando-se em exclusivo em Portugal, substituindo o canal de séries e de cinema FOX:NEXT. O FOX Movies, surge acompanhado de uma versão em alta definição, o FOX Movies HD, que começou as emissões a 15 de Julho de 2011 em exclusivo no MEO.
O canal está também disponível em Angola e em Moçambique, através da operadora ZAP, onde anteriormente também era disponibilizado o FOX:NEXT.
No território africano e europeu, o FOX Movies e FOX Movies HD, são disponibilizados em regime de assinatura.